# Ait El Farsi
Ait El Farsi  (in arabo أيت الفرسي‎?) è un centro abitato e comune rurale del Marocco situato nella provincia di Tinghir, regione di Drâa-Tafilalet. Conta una popolazione di 5 754 abitanti (censimento 2014).